# Dorian Thompson-Robinson
Dorian Thompson-Robinson (Columbia, Carolina del Sur; 14 de noviembre de 1999) apodado DTR, es un jugador profesional estadounidense de fútbol americano, se desempeña en la posición de quarterback en Cleveland Browns, en la National Football League (NFL).

## Carrera
Hizo su debut profesional con el equipo Cleveland Browns, lleva jugando una temporada, comenzó en el 2023.